# R.A. Lafferty
Raphael Aloysius Lafferty (Neola, Iowa, 7 november 1914 – Broken Arrow, Oklahoma, 18 maart 2002) was een Amerikaans sciencefiction- en fantasyschrijver.

## Levensloop
Laffety diende vier jaar in het Amerikaanse leger gedurende de Tweede Wereldoorlog in de zuidelijke Grote Oceaan. Hij woonde het grootste gedeelte van zijn leven in Tulsa, Oklahoma. Tot 1971 werkte Lafferty als elektrotechnisch ingenieur, daarna als professioneel auteur tot 1984. Hij stopte met schrijven onder andere omdat hij aan de ziekte van Alzheimer leed.

## Literair

### Algemeen
Lafferty begon pas serieus met schrijven na zijn 45e en produceerde meer dan 200 korte verhalen en 32 romans.

Naast sciencefiction en fantasy schreef hij ook historische en autobiografische romans.

Hij heeft een unieke en grappige manier van schrijven die voortbouwt op verteltradities van Ierland en van Indianen. Zijn werken zijn eerder 'sterke verhalen' dan traditionele SF en zeer beïnvloed door zijn katholieke geloof. De verhaallijn is vaak secundair ten opzichte van alle andere gebeurtenissen in zijn verhalen. Hij heeft hierdoor een trouwe schare cultfans, maar er zijn ook lezers die het opgeven zijn werk te begrijpen.

Tot zijn beste romans behoren Past Master, Okla Hannali en Space Chantey.

Hij won in 1973 de Hugo Award voor het kortverhaal met Eurema's Dam. In 1990 kreeg hij de World Fantasy Award voor zijn hele oeuvre.

#### Historische romans
- The Flame is Green (1971 - Coscuin Chronicles 1)
- Okla Hannali (1972 - over de Choctaw Indianen) - vertaald als Okla Hannali (1977)
- Half a Sky (1984 - Coscuin Chronicles 2)
- The Fall of Rome (1993)[1]

#### Autobiografische romans
- The Devil is Dead (1971)
- My Heart Leaps Up (1986 - periode 1920-1928)
- Tales of Midnight (1992)
- Tales of Chicago (1992)
- Argo (1992)

#### Sciencefiction en Fantasy

##### Romans
- Space Chantey (1968 - een SF-Odyssee) (nl: De avonturen van kapitein Roodstorm, 1970)
- The Reefs of Earth (1968) (nl: Bruggehoofd op Aarde, 1971)
- Past Master (1968)
- Fourth Mansions (1969)
- Arrive at Easterwine (1971)
- Not to Mention Camels (1976) - (nl: Om over kamelen maar te zwijgen, 1978)
- Reefs of Earth (1977)
- Apocalypses (1977)
- Aurelia (1982)
- Annals of Klepsis (1983)
- Serpent's Egg (1987)
- East of Laughter (1988)
- My Heart Leaps Up (1989)
- The Elliptical Grave (1989)
- Dotty (1990)

##### Verhalenbundels
- Ringing Changes (1970 - 20 verhalen) (nl: Dagen van gras, dagen van stro, 1979)
- Nine Hundred Grandmother (1970 - 21 verhalen) (nl: 900 grootmoeders, 1979)
- Strange Doings (1972 - 17 verhalen) (nl: Niet pluis, 1975)
- Does Anyone Else Have Something Further to Add? (1974 - 16 verhalen) (nl: Heeft iemand hier iets aan toe te voegen?, 1976)
- Golden Gate and Other Stories (1982 - 16 verhalen, waaronder het in 1973 met een Hugo Award bekroonde Eurema's Dam )
- Heart of Stone, Dear (1983)
- Iron Tears (1991 - 15 verhalen)
- Lafferty in Orbit (1991 - 19 verhalen)

- Bibsys: 99006126
- Biblioteca Nacional de España: XX1081035
- Bibliothèque nationale de France: cb11910587b (data)
- CiNii: DA05300511
- Gemeinsame Normdatei: 109810007
- International Standard Name Identifier: 0000 0001 0935 8939
- Library of Congress Control Number: n79145563
- Bibliotheek van het Japanse parlement: 00446648
- Nationale Bibliotheek van Tsjechië: js20020729017
- Nationale Bibliotheek van Israël: 987007603818805171
- Nederlandse Thesaurus van Auteursnamen: 069891532
- SNAC: w6sf3zzq
- Système universitaire de documentation: 026959739
- Virtual International Authority File: 111665986
- WorldCat: E39PBJyhdqY7Pccr4Vj8ycT8md